# 大阪
大阪（日语：／ Ōsaka）是日本近畿地方（關西地方）地名、都市。

## 概要
大阪市區範圍相當於令制國的攝津國，是近畿經濟、文化中心，古稱大坂，是有古都、副都、水都的歷史。
現在的「大阪」指位於近畿地方之包括的地方公共團體大阪府，以及其府廳所在地、西日本最大都市大阪市，廣義上可統稱以大阪市為中心的京阪神（近畿地方、大阪都市圈、阪神都市圈、京阪神大都市圈、近畿圈等）。

## 地名由來與變遷
「大坂」的地名原指大和川與淀川（現在的大川）間橫跨南北的上町臺地北邊，舊時屬攝津國東成郡。
此漢字地名最早記錄見於1496年淨土真宗中興之祖莲如所書御文中的「攝州東成郡生玉乃庄內大坂」。蓮如所稱的大坂一帶地名舊時寫作浪速（難波、浪花、浪華，日語同音）等，蓮如在現大阪城域建立大坂御坊（石山本願寺），大坂御坊的勢力範圍稱大坂成為定式。
大坂一說因有廣大的斜坡而得名，不過蓮如以前的大坂不唸「〔〕 Ōsaka」，而唸「〔〕 Osaka」，資料中也有寫作「小坂」（／ Osaka）的用例，如正安三年（1301年）刊行的《宴曲抄》將該地作為熊野参詣的行路提及，有「九品津小坂郡戶之王子」（九品津小坂郡戸の王子），推定指大坂；《日本書紀》寫作烏瑳箇（／ Osaka）。因此廣大的斜坡之說不夠可信。
蓮如以後，大坂唸「 Ōzaka」。江户时代，商人傳兵衛因海難漂流至俄罗斯帝国時，俄羅斯人聽到並傳播的是「 Uzaka」。
漢字當初一般寫作「大坂」，不過「坂」字拆解開來是「反土」，會聯想到死，江戶時代改書「大阪」，明治時代成為定式。一說「坂」改書「阪」是由於明治新政府認為「坂」是「士反」，即武士叛亂（士族叛亂），而厭惡「坂」字。
不過，昭和2年（1927年）再版發行的《大阪市史 卷1》稱「大阪府廳所用官印可見大阪府印、大坂府印兩種樣式，坂阪二字的變更屬偶然，並無很深的理由」。